# Johannes Althusius
Johannes Althusius (1557 — 12 de agosto de 1563) foi um filósofo e teólogo calvinista alemão, conhecido por sua obra "Politica methodice digesta et exemplis sacris et profanis illustrata" (A política metodicamente concebida e ilustrada com exemplos sagrados e profanos); edições revisadas foram publicadas em 1610 e 1614. As ideias apresentadas nessa obra serviram de base para considerar Althusius o primeiro federalista autêntico, pai do federalismo moderno e defensor da soberania popular.